# Open Search Foundation
Die Open Search Foundation e.V. (abgekürzter Eigenname: OSF) ist ein gemeinnütziger eingetragener Verein mit Sitz in Starnberg, der sich für eine offene und freie Internetsuche einsetzt. Durch ihre Aktivitäten unterstützt die Open Search Foundation die Förderung von Wissenschaft und Forschung im Bereich der offenen Internetsuche, die gesellschaftliche Sensibilisierung sowie die Schaffung rechtlich-organisatorischer Rahmenbedingungen für einen europäischen offenen Webindex.

## Gründung und Entwicklung
Initiiert wurde die Open Search Foundation durch Stefan Voigt, Geograf und Forscher am Deutschen Zentrum für Luft- und Raumfahrt (DLR).
Ab 2015 konkretisierte er gemeinsam mit Eva Bilhuber Galli (human facts AG) und Wolfgang Sander-Beuermann (MetaGer/SUMA e. V.) die Pläne für eine Initiative und entwickelte erste Ideen bezüglich Open Source und Wiki-Komponenten.
Im November 2017 fand ein Workshop mit etwa 30 internationalen Interessenten aus Forschung und Industrie statt. Nach dem Aufbau der Technik-Fachgruppe folgte vier Monate später im September 2018 die offizielle Gründung der Open Search Foundation in Form eines eingetragenen Vereins.
Durch Berichte in der Süddeutschen Zeitung und der New York Times erreichte die OSF 2020 erstmals eine größere Öffentlichkeit.
Die Open Search Foundation wurde mit dem Corporate Digital Responsibility Award 2024 des Bundesverbands Digitale Wirtschaft und Bayern Innovativ in der Kategorie „Verantwortungsvolle Innovationen“ ausgezeichnet.

## Zielsetzung, Motivation und Vision
Die Open Search Foundation will „die Grundlagen für einen unabhängigen, freien und selbstbestimmten Zugang zu Informationen im Internet schaffen“. In Kooperation mit Forschungseinrichtungen, Rechenzentren und weiteren Partnern setzt sie sich ein „für eine Websuche, die allen zugutekommt“.
Als Gründe für ihre Arbeit nennt die OSF unter anderen das Machtungleichgewicht auf dem Suchmaschinenmarkt, insbesondere die marktbeherrschende Stellung von Google, und dem daraus folgenden hohen Einfluss auf Suchergebnisse und die öffentliche Meinung sowie mangelnde Such-Neutralität (s. umfassender englisch: Search Neutrality). Weiterhin werden mangelnde Transparenz (Black Box), Manipulationsgefahr, Diskriminierungseffekte und algorithmische Verzerrungen genannt, deren Auswirkungen durch die Machtasymmetrie verstärkt werden.
Die Kernidee der Open Search Foundation basiert auf der Trennung von Suchindex und Suchmaschinen. Das Ziel ist ein offener Webindex (Open Web Index) als freies, öffentliches Gut und als Basis für eine Vielfalt von Online-(Such-)Diensten, wie ähnlich auch von D. Lewandowski und O. Sundin, SUMA e.V. und Tim Smith beschrieben.
Auf den offenen Suchindex sollen neben allgemeinen und Spezial-Suchmaschinen auch Institutionen, Unternehmen oder NGOs (Such-)Dienste für verschiedene Anwendungsfelder aufbauen können. Weitere Anwendungsmöglichkeiten finden sich im Bereich der Künstlichen Intelligenz.
Mithilfe eines öffentlich moderierten Suchindex sollen Suchergebnisse „neutral ermittelt werden und frei von kommerziellen oder politischen Einflüssen sein“.
Weitere Aktivitäten der OSF neben der Förderung eines offenen Webindex liegen in der Förderung der digitalen „Internetsuch“-Kompetenz („Search Literacy“) und der Aufklärung der Öffentlichkeit. Dazu erfolgen öffentliche Auftritte an Schulen, Webinare, z. B. in Zusammenarbeit mit dem Bayernlab, eine Session bei dem Format Connect University oder eine Infoveranstaltung für Kinder bei „Türen auf mit der Maus“ an der Technischen Hochschule Ingolstadt.

## Open-Search-Prinzipien
Um die Kernwerte Transparenz und Nachvollziehbarkeit in einem offenen Suchindex zu verankern, hat die OSF drei wesentliche Prinzipien entwickelt:
- Dezentrales kooperatives, verteiltes Computing und Hosting
- Quelloffene Prinzipien und Algorithmen (Open-Source, ähnlich wie beim quelloffenen Betriebssystem Linux)
- Öffentliche und transparente Moderation (ähnlich wie bei Wikipedia)

## Werte
Die OSF verpflichtet sich den Werten Unabhängigkeit, Vielfalt und Vernetzung sowie Gemeinwohl.
- Unabhängigkeit: Die Arbeit der OSF soll unabhängig von wirtschaftlichen, politischen, ideologischen und nationalen Einzelinteressen erfolgen.
- Vielfalt und Vernetzung: Es soll eng in einem internationalen Netzwerk von Experten und Interessenten, öffentlichen Institutionen, Forschungs- und Rechenzentren sowie privaten Unternehmen zusammengearbeitet werden, darunter die Konsortialpartner und weitere inoffizielle Partner. Weiterhin strebt die OSF Kooperationen mit Rechenzentren, Bürgergesellschaft, Wissenschaft und Politik an.
- Gemeinwohl: Als gemeinnützige Organisation fördert die OSF neue Optionen der Internetsuche innerhalb und außerhalb Europas. Nicht-monetäre Kooperationen werden als fundamental für den Aufbau einer öffentlichen Such-Infrastruktur gesehen.

## Organisation
Rund um ein Kernteam organisiert die OSF die Open-Search-Initiative in sechs Fachgruppen: Tech, Education+Literacy, Ethics, Legal, Economy und Applications. Jede dieser Arbeitsgruppen wird von einem oder mehreren Mitgliedern der OSF moderiert.

## Open Search Symposium
Im Oktober 2019 gründete die OSF das internationale „Open Search Symposium“ (#ossym). Die dreitägige Konferenz fördert mit Vorträgen und interaktiven Workshops den interdisziplinären Austausch und die Forschung rund um das Thema Open Search.
Die Konferenz findet seit 2019 jährlich an wechselnden Standorten statt: 2019 am LRZ Leibniz-Rechenzentrum, 2020 und 2021 pandemiebedingt nur online, 2022 und 2023 am CERN in Genf und online, 2024 am LRZ Leibniz-Rechenzentrum und online und 2025 bei CSC in Helsinki.
2021 wurde das Konferenzprogramm um einen Track ergänzt, bei dem sog. „Alternative Suchmaschinen“ ihre Aktivitäten, Ziele und Pläne präsentieren können. Vertreten waren Brave, Neeva, Xayn (2021), Qwant, alexandria.org, thinkers.ai (2022), Mojeek, fragFINN.de, Marginalia Search (2023), MWMBL.org und Meta-Press.es (2024).
Zu den Keynote-Speakern gehörten unter anderem die damalige Vize-Präsidentin der EU-Kommission Věra Jourová, der bayerische Staatsminister Florian Herrmann sowie Richard Socher, der CEO von You.com.

## Projekte
Gefördert durch die Stiftung Mercator (Fördersumme: 204.000 Euro) startete im Juni 2021 das Projekt „#EthicsInSearch – Ethik der Internetsuche“, bei dem es um die Erforschung und Förderung ethischer Grundlagen einer offenen, werteorientierten Internetsuche geht.
Im Juni 2022 erhielt die OSF gemeinsam mit 13 Konsortialpartnern den Zuschlag für das Horizont-Europa-Projekt OpenWebSearch.eu (Gesamtfördersumme 8,5 Mio. Euro). Projektziel ist die Schaffung und das Testen eines Prototyps für einen europäischen Open Web Index (OWI). Darüber hinaus soll im Rahmen des Projekts die Grundlage für eine offene und erweiterbare europäische offene Web-Such- und Analyse-Infrastruktur (OWSAI) geschaffen werden. Konsortialpartner sind: Universität Passau, Technische Universität Graz, Deutsches Luft- und Raumfahrtzentrum, CERN, Radboud University, Leibniz-Rechenzentrum, CSC - IT Center for Science, Nlnet, Universität Ostrava, Universität Leipzig, Suma e.V. und die Bauhaus-Universität Weimar.
Seit Projektstart im September 2022 wurde OpenWebSearch.eu in verschiedenen Medien wie dem Deutschlandfunk, dem Podcast der Bayerischen Akademie für Wissenschaft, der Süddeutschen Zeitung und dem Computermagazin c’t vorgestellt.
Im März 2024 startete das BMBF-geförderte Projekt „Privatheitsfördernde digitale Infrastrukturen“ (PriDI), in dem die OSF gemeinsam mit der Universität Kassel an der grundrechtekonformen und privatheitschonenden Gestaltung eines offenen europäischen Webindex forscht.

## Finanzierung
Die gemeinnützige Organisation finanziert sich über Mitgliedsbeiträge, Spenden, sowie öffentliche Projekt- und Stiftungsförderungen. Die Ausgaben für verwaltungsspezifische Tätigkeiten belaufen sich auf unter zehn Prozent.